# Glaucium elbursium
Glaucium elbursium là một loài thực vật có hoa trong họ Anh túc. Loài này được Mory mô tả khoa học đầu tiên năm 1979.